# The Socialist Woman
The Socialist Woman (1907-1914) foi uma revista mensal editada por Josephine Conger-Kaneko. Seu objetivo era educar as mulheres sobre o socialismo, discutindo as questões femininas de um ponto de vista socialista. Foi rebatizada como The Progressive Woman em 1909 e The Coming Nation em 1913. Seus contribuintes incluíram a ativista do Partido Socialista Kate Richards O'Hare, a sufragista Alice Stone Blackwell, o orador Eugene V. Debs, a poetisa Ella Wheeler Wilcox e outros escritores e ativistas notáveis.

## Galeria de imagens

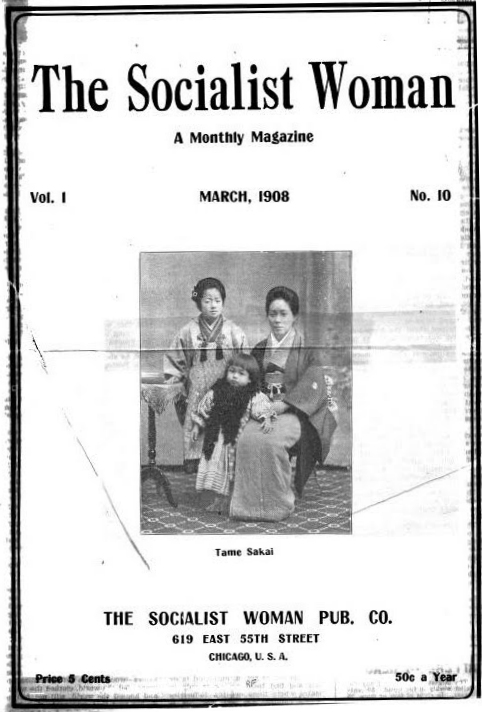
Capa de The Socialist Woman, março de 1908, com a família de Toshihiko Sakai.
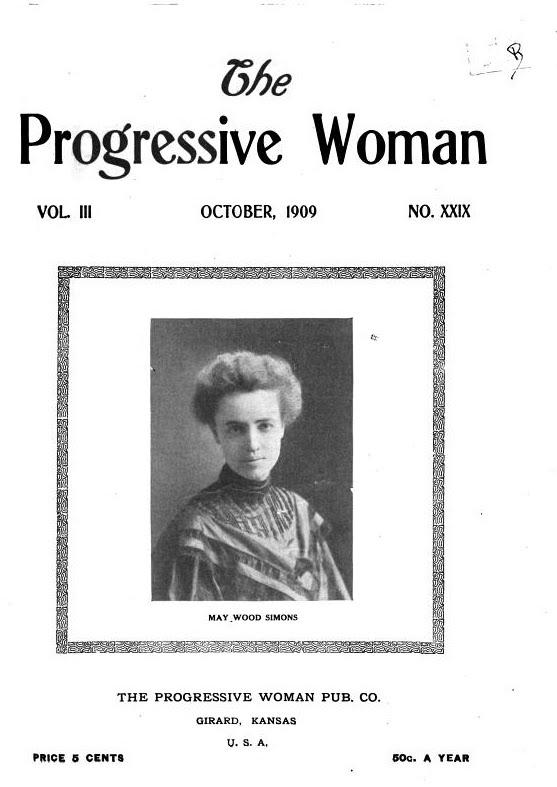
Capa de The Progressive Woman, outubro de 1909, apresentando May Wood Simons.
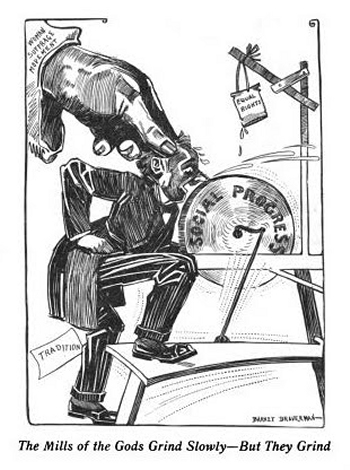
Caricatura no The Progressive Woman, em março de 1912.
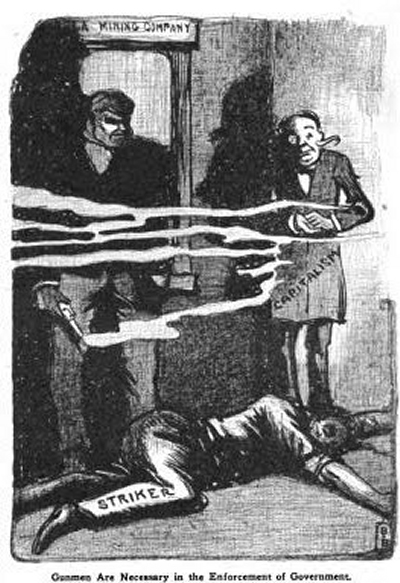
Caricatura no The Coming Nation, em dezembro de 1913.